# アルマス (恐竜)
アルマス（学名 Almas、モンゴル語で「野人」の意）は、モンゴルジャドフタ累層から発見された、後期白亜紀カンパニアン期に生息していたトロオドン科の恐竜の属。アルマスはこのAlmas ukhaaの一種のみが知られている。

## 概要
アメリカ人とモンゴル人が協力して化石が発見された。頭骨の一部や下顎の骨、尾骨などの部位が発見されている。その化石が亜成体のものと考えられている。発見された骨格の近くから、プリズマトオリ科のものと考えられる卵の化石も見つかっている。推定全長は約1.5メートルで、成体になるとより大型になったと考えられる。